# 具润哲
具潤哲（韓語：구윤철；1965年6月1日—）是大韩民国政治人物，2018年至2020年担任韓國企劃財政部副部长。2020年至2022年担任国务调整室长官。2025年7月起任經濟副總理兼企劃財政部部長。